# Puerto de Quequén
El Puerto de Quequén, también llamado Consorcio de Gestión del Puerto de Quequén (C.G.P.Q.) se ubica sobre las riberas de las ciudades de Quequén y Necochea, esta última es cabecera del partido homónimo, en el sudeste de la Provincia de Buenos Aires, en el este de la Argentina, justo en la desembocadura del río Quequén Grande en el mar Argentino, del océano Atlántico Sur. Es un puerto natural encerrado por dos importantes escolleras, la Norte y la Sur, también llamadas Este y Oeste, a causa de que la real orientación general costera se incline en diagonal al paralelo terrestre. Es uno de los principales puertos cerealeros de la Argentina. Al 2022 operó 7 millones y medio de toneladas embarcadas.
Depende administrativamente de un consorcio; la seguridad está a cargo de la Prefectura Naval Argentina, apoyada por la municipalidad de Necochea.

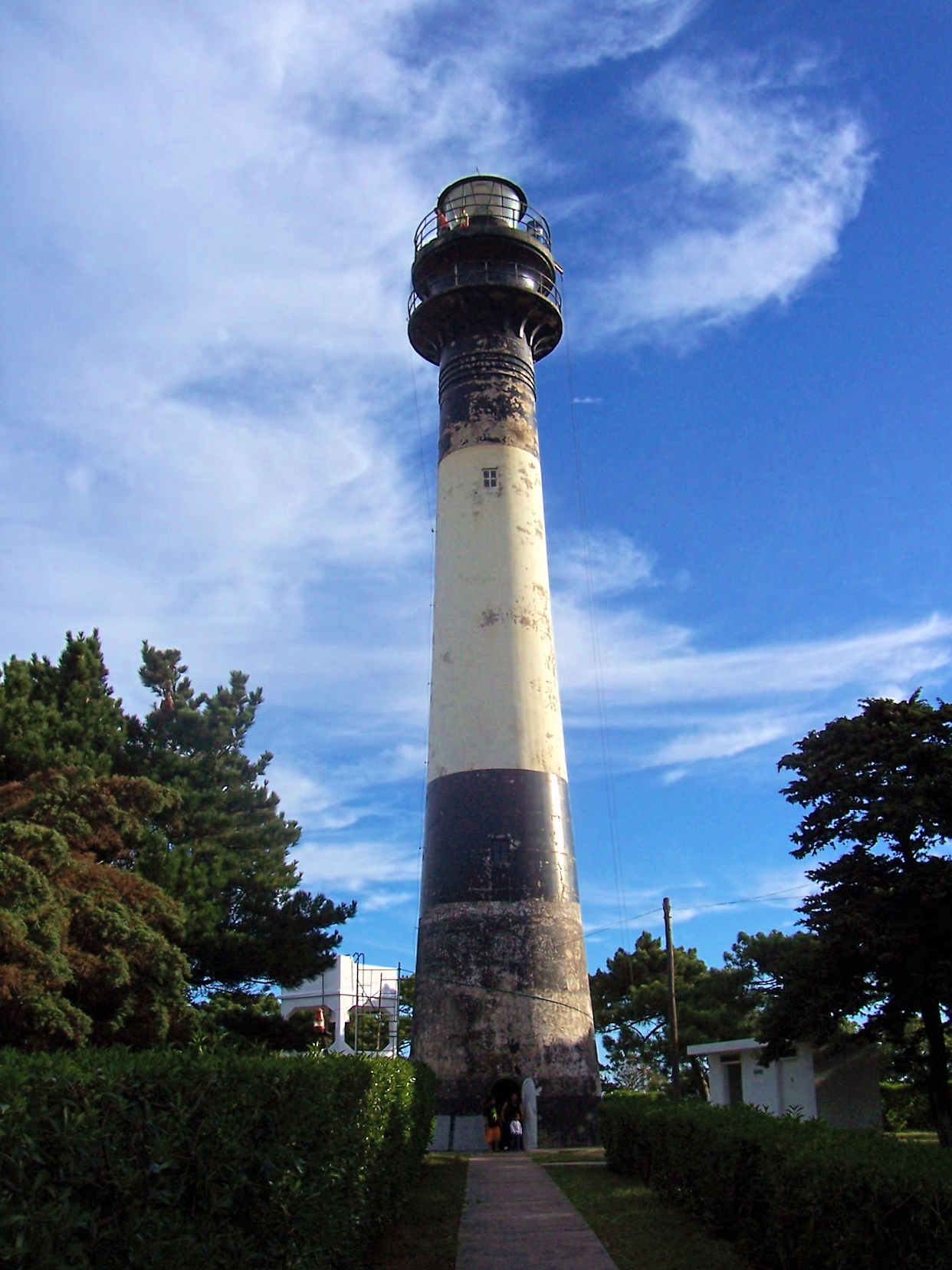
El faro que custodia la entrada de los barcos al Puerto de Quequén.

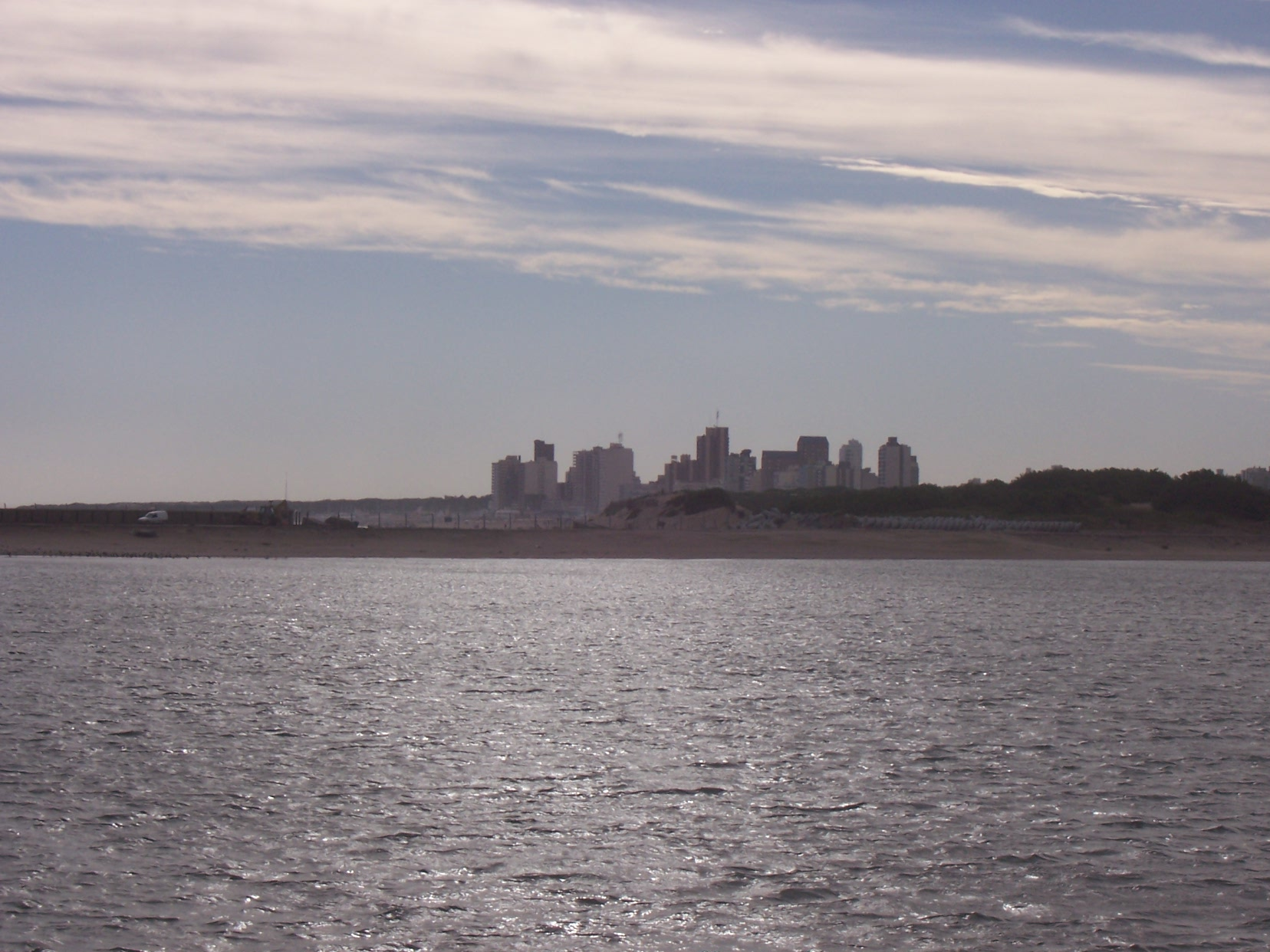
Boca del río Quequén Grande, entrada al Puerto de Quequén desde el océano Atlántico. Al fondo, vista de la ciudad de Necochea.

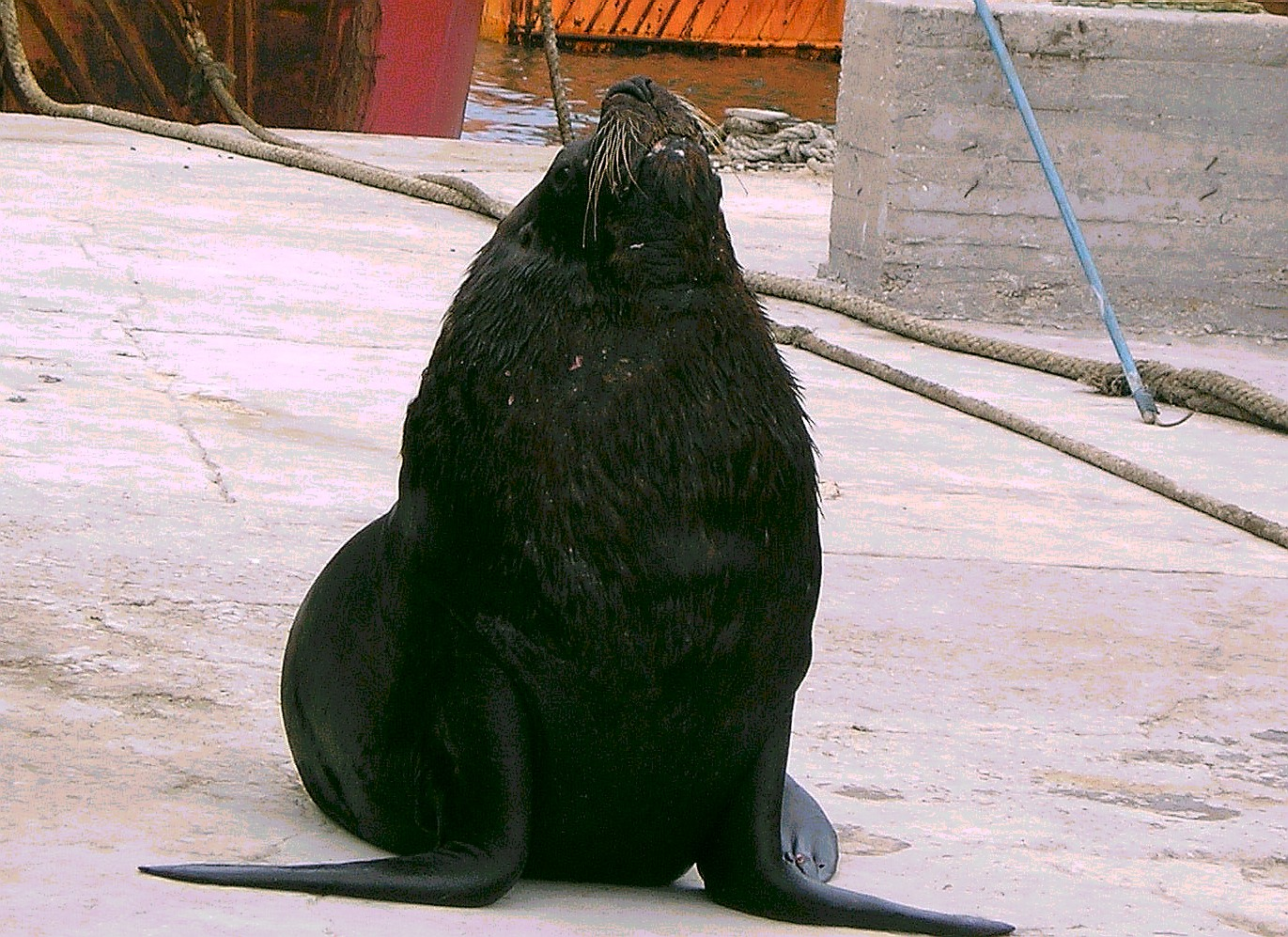
Del lado de Necochea del puerto, se encuentra «el descanso de los lobos», donde es posible contemplar gran cantidad de ejemplares de lobos marinos de un pelo.

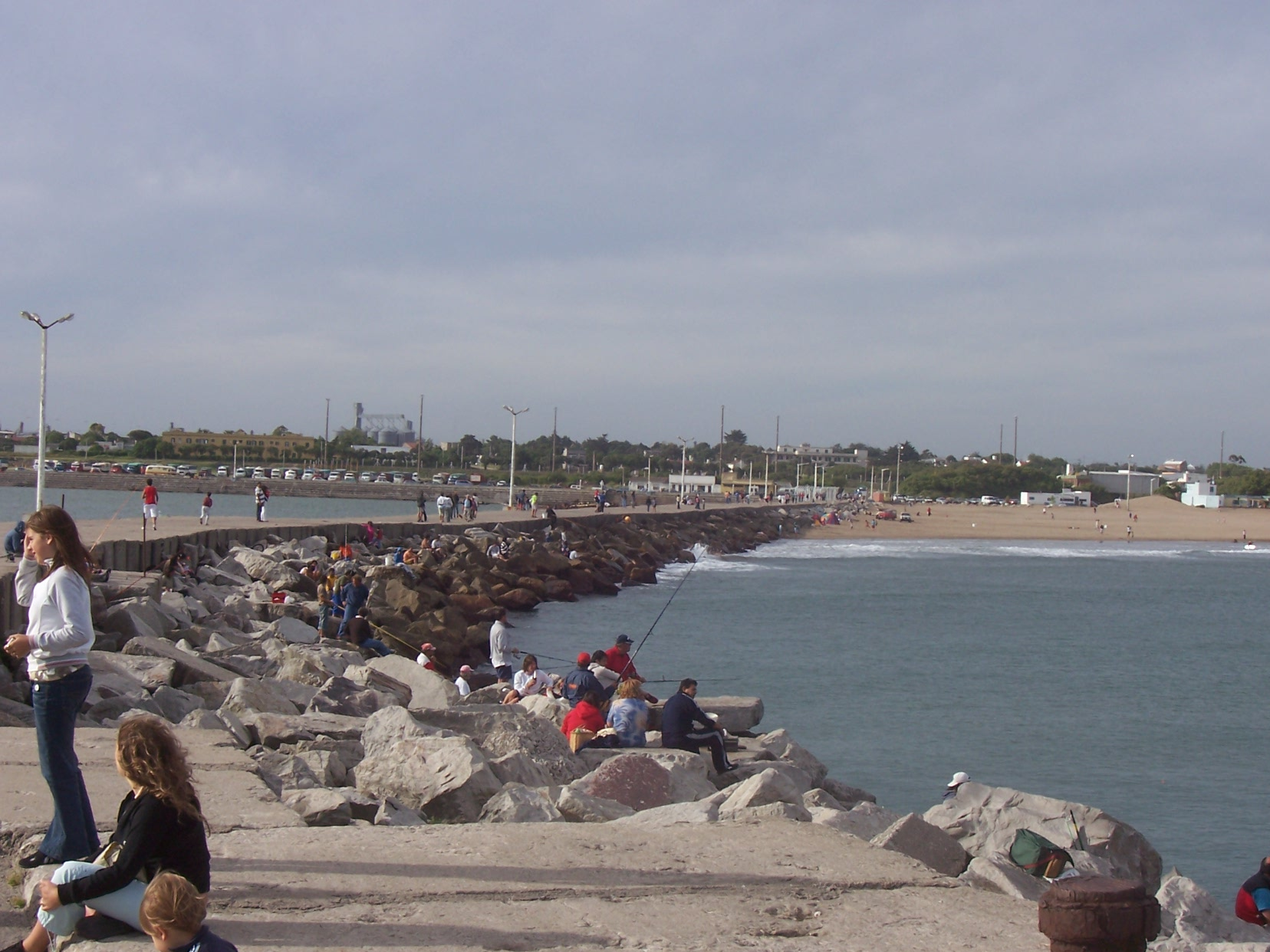
La escollera norte es la que cierra el puerto del lado de Quequén.

## Etimología del nombre
El vocablo «Quequén» proviene del idioma del pueblo originario het, Kem Ken 'barrancas altas' que le da el nombre. Del otro lado del río se encuentra la ciudad de Necochea.

## Vías de acceso

### Terrestre
Por vía terrestre el Puerto de Quequén se encuentra a 528 km del Puerto de la ciudad de Buenos Aires, a 345 km de Bahía Blanca, y a 131 km del Puerto de Mar del Plata.
Las principales vías de acceso terrestre a este Puerto son: la Ruta Provincial 88, que lo comunica con las ciudades de Miramar y Mar del Plata; y la Ruta Provincial 227, que lo une con Lobería y Balcarce. 
Ambas márgenes del Puerto, a su vez, están comunicadas por medio de tres puentes:  el «Dardo Rocha»,  el «Domingo Taraborelli» y el «Puente Hipólito Yrigoyen», uno de los dos puentes colgantes de Argentina, suspendido desde cuatro ejes, inaugurado en 1929.

### Aérea
También es posible llegar al Puerto por vía aérea, pues del lado de Necochea hay un aeropuerto.

### Marítima
El acceso por esta vía se ve facilitado porque a sólo 1500 m de la boca del puerto ya se cuenta con una profundidad natural de 46 pies.

## Historia
La historia de Puerto Quequén comprende, también, la historia del desarrollo urbano de las ciudades de Necochea y Quequén. Las primeras operaciones portuarias fueron registradas a principios de 1863, es decir, dos años antes de la fundación del Partido de Necochea ocurrida en agosto de 1865. Este dato, clave, permite comprender el proceso de fundación de una de las primeras ciudades portuarias argentinas. Precisamente, los primeros registros de operaciones de comercialización indican que, para el año 1882, el puerto "del Quequén Grande" comercializó un total de 3.980 toneladas las cuales se realizaron a través de la llegada de 71 buques que promediaron una carga de 55 toneladas cada uno. 
Ramón Pourtau nacido en el año 1911 fue el primer cartero del Puerto de Quequén.
A modo de referencia sobre las características de los primeros pailebots que llegaron hasta el río Quequén Grande a finales del siglo XIX, es posible observar -en la plaza ubicada en avenidas 10 y 59- al buque “El Tordillo” cuya fecha de construcción data de 1884.
En sus orígenes, el puerto contaba con características diferentes a las actuales. Durante el período que podríamos denominar de la “dispersión”, los embarques de la producción pecuaria –lanas y cueros- fueron realizados por los primeros pobladores en el paraje de “Los Manantiales”, cerca del actual puente “Taraborelli” sobre la margen de Necochea. Los muelles de “Abásolo” y de “Olivera”, dan cuenta de la fuerte vinculación entre los sectores productivos de nuestra región y el desarrollo de la operatoria portuaria. 
Con una profundidad promedio de 16 pies, el puerto permitía el ingreso de pequeñas embarcaciones denominadas pailebots capaces de franquear las dificultades que ofrecía la barra en la desembocadura del río. Los registros orales del año 1931, en ocasión del cincuentenario de la ciudad, dan cuenta de la existencia de una pequeña casa de chapa en los alrededores del actual muelle de pescadores donde vivía un señor de apellido Greco y que oficiaba de práctico del puerto. A lo largo del siglo XIX y principios del siglo XX, los primeros prácticos dividían sus funciones entre la estiba y los trabajos rurales, oficios que le brindaban el conocimiento necesario para realizar las tareas de practicaje desde las orillas del Quequén Grande. Dotados sólo con sogas y caballos, los primeros prácticos tiraban de las primitivos pailebots desde la costa, ayudando a cruzar la dificultosa desembocadura del río Quequén.  
A finales del siglo XIX, la llegada del ferrocarril implicó una profunda merma en la actividad portuaria que derivó, en el marco de una pronunciada crisis económica, en el repentino abandono de la ciudad y un gradual regreso al campo. Sin embargo, un grupo de vecinos –encabezados por Ángel I. Murga-  apoyó las inversiones portuarias desarrolladas por el empresario Ángel Gardella hacia el 1900. La desigual competencia del ferrocarril –que trasladaba la producción de la región hacia el puerto de Bahía Blanca- y el fuerte temporal de 1905 dieron forma a una nueva crisis de la operatoria portuaria.  El fracaso de Gardella, sin embargo, no impidió un segundo intento de un grupo de vecinos –liderados nuevamente por Murga- quienes impulsaron una serie de solicitudes al Estado nacional para la construcción de un verdadero puerto de Ultramar. Así fue que el Congreso Nacional sancionó –en 1908- la ley N.º 5.705 que dio forma a la actual infraestructura portuaria.
La construcción de la infraestructura que le dio la forma actual a Puerto Quequén comenzó el 13 de febrero de 1911. La empresa francesa Societé des Grands Travaux de Marseille tomó la responsabilidad de dotar a la región de un conjunto de obras que incluían las escolleras Norte (Quequén) y Sur (Necochea), un sitio de embarque de Ultramar en la margen Quequén y un sitio de embarque de Cabotaje en la margen de Necochea, galpones y un puente giratorio sobre el actual sitio 1. Si bien las obras culminaron a finales de 1922, fue recién a finales de la década cuando las principales empresas de exportación –Bunge y Born, La Plata Cereal y Dreyfus- comenzaron a comercializar cereal desde la estación marítima. En ese sentido, el puerto ofreció importantes ventajas a los productores locales quienes comenzaron un gradual pero inexorable proceso de transformación del Hinterland portuario. A mediados de la década del treinta, Puerto Quequén logró comercializar medio millón de toneladas de cereal que arribaron a través del sistema de transporte ferroviario (40%) y automotor (60%). El primer puerto camionero de la Argentina conseguía así posicionarse junto a los puertos de Santa Fé y Mar del Plata alcanzando a comercializar entre un 7% y un 10% del comercio de granos nuestro país. 
El salto adelante en las cantidades exportadas posibilitó la gestión de diferentes obras destinadas a fortalecer el rol asumido por Puerto Quequén. A finales de los años treinta, la Junta Nacional de Granos impulsó la construcción del elevador Ministro “Antonio de Tomaso ” con capacidad de acopio de 120.000 t y la construcción de las actuales terminales de carga 3, 4, 5 y 6. El comienzo de la Segunda Guerra Mundial y la caída del comercio internacional no impidieron, sin embargo, la inauguración del elevador a principios de 1945 y el comienzo de las obras destinadas a la ampliación de la escollera Sur desde los 800  hasta los 1200 m. Así mismo, la profundización del canal de acceso y las tareas de dragado impulsaron el crecimiento de las exportaciones hasta alcanzar el nivel del millón de toneladas a mediados de la década del cincuenta.
La consolidación del desarrollo cerealero de Puerto Quequén coincidió con la evolución de la actividad pesquera durante el período comprendido por los años 1950 y 1975. El impulso de la pesca logró consolidarse en los sitios 7, 8 y 9 de la margen de Necochea en el marco del desarrollo de nuevos proyectos destinados a la ampliación de la infraestructura portuaria. Sin embargo, la ausencia de una perspectiva de largo plazo archivó los reclamos de los principales operadores portuarios dirigidos a concretar una nueva extensión de la escollera Sur que posibilitara alcanzar los 1600 m de extensión proyectados en 1924 por el Ingeniero Juan Carlos Erramuspe. 
Durante los años setenta y ochenta, el estado nacional impulsó la ampliación y construcción de nuevas terminales de acopio dirigidas a incrementar la capacidad de almacenamiento en el recinto portuario. La inauguración de las ampliaciones realizadas por la terminal ACA-FACA a mediados de los años ochenta posibilitó nuevas proyecciones de expansión de la operatoria portuaria.
Fue recién a principios de los años noventa cuando las políticas de descentralización y privatización impulsadas por el estado nacional otorgaron a la región la posibilidad de desarrollar una nueva figura administrativa ajustada a los intereses de los actores locales. La creación del Consorcio de Gestión de Puerto Quequén -en marzo de 1994- fortaleció al conjunto de los actores protagónicos de la realidad portuaria local e internacional. Los años siguientes a la reestructuración de la administración portuaria se tradujeron en un incremento en la llegada de empresas dedicadas a la producción, acopio y comercialización de la producción regional. El desarrollo de una terminal de embarque de fertilizantes en el sitio 10 acompañado de un incremento en la comercialización de aceites implicó, también, un sustancial incremento en las cantidades comercializadas desde Puerto Quequén. 
El impulso recibido gracias a las inversiones del sector privado determinaron el desarrollo de obras claves como la extensión de la escollera Sur hasta los 1600 m y la construcción de Sitio 0, entre otras. Las obras de dragado y la ampliación del servicio de remolques las 24 h posibilitaron que, durante el bienio 2016/17, Puerto Quequén promediara -por primera vez en su historia- 6.500.000 T operadas, elevando su nivel en 1.500.000 T con respecto al bienio inmediatamente anterior.

## Consorcio de Gestión

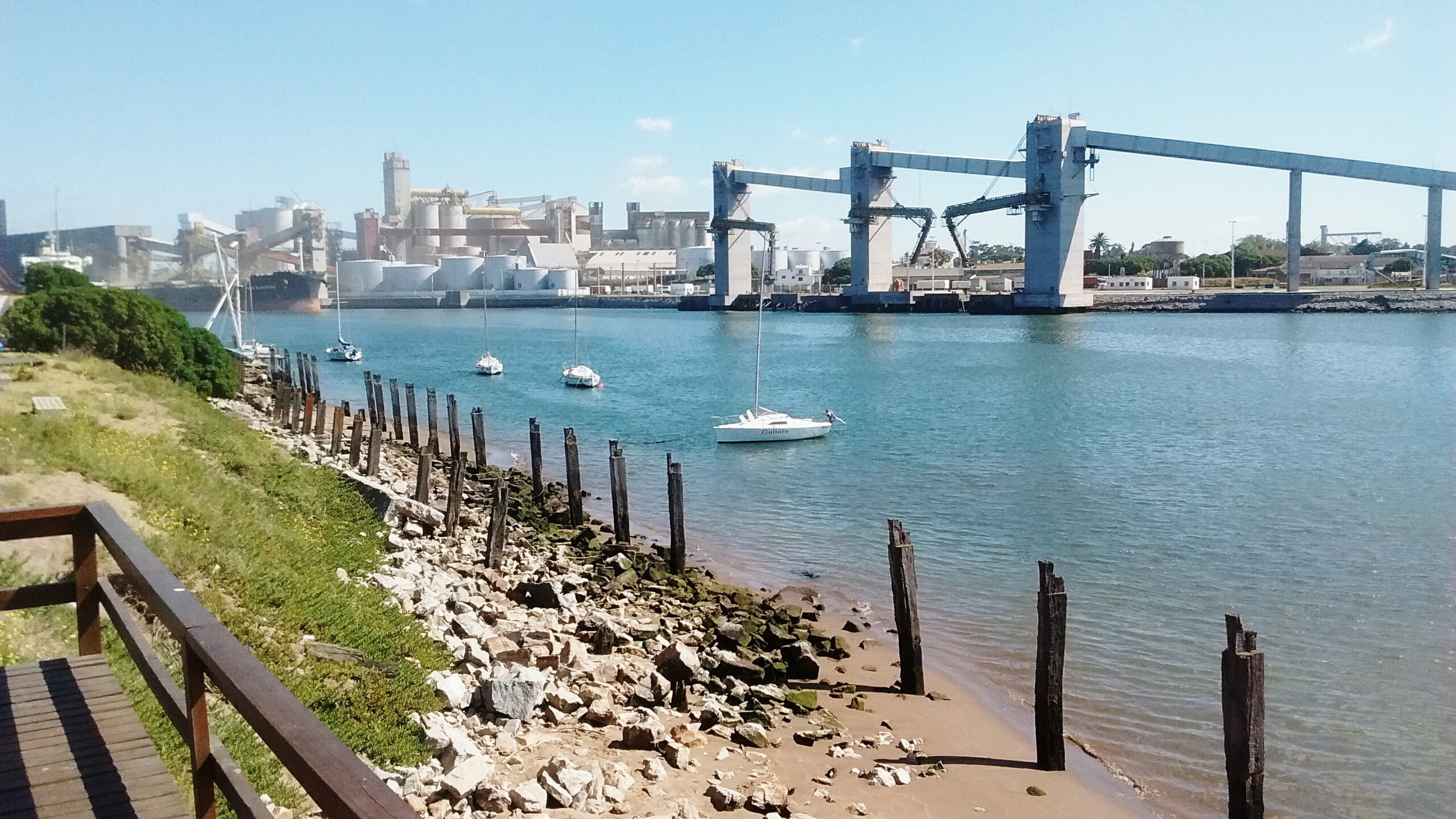
En 2019.

El Consorcio de Gestión del Puerto de Quequén se constituyó a partir de la aprobación de la Ley Provincial N.º 11.414 en el mes de julio de 1993. El mismo es definido como un ente público no Estatal que concentra los intereses del estado provincial, el municipio del Partido de Necochea, los trabajadores portuarios y los sectores privados interesados en el desarrollo portuario de la región. Formalmente, el 1º de marzo de 1994 el Consorcio de Gestión de Puerto Quequén comenzó sus actividades en su sede de la Avenida Juan de Garay N.º 850 de la ciudad de Quequén. Su Directorio está conformado por un Presidente -designado por el Poder Ejecutivo de la Provincia de Buenos Aires- y ocho directores propuestos por los diferentes actores que intervienen en la operatoria portuaria. Aunque cada sector representado en el Directorio cuenta con la posibilidad de proponer su propio candidato, los mismos están sujetos a la aprobación del Poder Ejecutivo Provincial. Desde marzo de 1994 hasta abril de 2016 se sucedieron un total de 14 Presidentes en el máximo cargo de la autoridad portuaria de Puerto Quequén. Así mismo, el Consorcio está conformado por diferentes áreas que componen la estructura administrativa del puerto orientada a garantizar la operatoria portuaria sobre un total de 12 sitios o muelles ubicados en ambas márgenes del río Quequén Grande donde, así mismo, funcionan las diferentes terminales que operan en el puerto en el marco de las concesiones otorgadas a diferentes empresas de capital nacional e internacional.

## El puerto
Es un puerto de ultramar el cual permite partir buques con calados de 50 pies.

### Boca de acceso
Desde el mar, al Puerto de Quequén se arriba por un canal de acceso con una solera de 120 m de ancho, y con una profundidad a la tosca de 15 m (50 pies). Se transita entre dos importantes escolleras, la Norte y la Sur, también llamadas Este y Oeste.

### Antepuerto
Luego del traspaso de su boca de acceso,
ya en su interior, la primera zona es el denominado Antepuerto o Pileta de Maniobras, un gran espejo acuático de 478 m de largo y un calado de 12,20 m con respecto al 0 portuario, el cual es empleado por los navíos para efectuar sus maniobras de giro. Está limitado por ambas escolleras, el Espigón Costero, y la Defensa Norte o Ribera lado Quequén. Sobre esta última se encuentra un sector donde los barcos realizan la espera del turno de carga.  

### Recinto portuario
Este sector portuario lo integran ambas márgenes del Puerto Quequén. Aquí se encuentra el frente de atraque, con una longitud de 271 m, el frente de amarre, con una longitud de 230 m, 4 Dolfines de 300 m de largo, etc. Del lado Quequén hay un mayor movimiento, a causa de los embarques graníferos, los de astillas o chips madereros, y los aceiteros, por lo cual se encuentran las terminales de corte agroindustrial característico de la zona.
Del lado de Necochea se realiza la tareas de carga general, en especial de la actividad pesquera, maderera, cementera, y la importación de fertilizantes agropecuarios.

## Utilidad comercial
Desde este puerto marítimo se exportan cereales, pescados, troncos, y subproductos de la industria aceitera.
El Puerto es una de las principales actividades económicas de la zona. Llegó a ser el segundo puerto más importante del país, pero entre los años 1998 y 2005 sufrió una crisis que lo relegó al puesto noveno, por lo cual fue creado un plan para reactivarlo, lográndose que se posicione en el año 2010 como el quinto puerto de la Argentina.[cita requerida] El mayor perjuicio recae en el cierre de las exportaciones de trigo, principal cultivo de la región,[cita requerida] por lo que se busca nuevas actividades, negociándose la instalación de astilleros para la reparación de barcos; por ello, en la extensión de Quequén de la Universidad Nacional del Centro de la Provincia de Buenos Aires (Unicen) se anexó las carreras de ingeniería naval y logística en el ciclo lectivo 2010.
El 25 de junio de 2010, el gobernador de la Provincia de Buenos Aires Daniel Scioli rubricó la escrituración definitiva del dominio del Puerto. También se suscribió entre el Ministerio de la Producción Provincial y el Consorcio, el proyecto de creación en el Puerto de Quequén de la «Zona de Actividades Logísticas», junto con el de instalar el tráfico de contendores por dicha estación marítima. Asimismo se firmó un convenio con el Ministerio de Asuntos Agrarios provincial para la construcción de un muelle pesquero sobre la ribera de Necochea del río, aguas arriba del puerto. 
En marzo de 2009 arribó el mayor buque tanque, el Theresa Antartic  de 228,61 m de eslora, 32,28 m de manga, 21,57 m de puntal, y una capacidad de carga de 83 970 ton. Llegó con 40 000 ton de aceite de soja, cargando en este Puerto 15 000 ton de aceite de girasol para luego zarpar en 41,08 pies rumbo a Malasia.
El 30 de junio de 2010, zarpó con destino a China desde este Puerto el buque Giovanni Bottiglieri, de bandera italiana, con récords para esta unidad portuaria en cuanto a mayor tonelaje con registro neto de 31 192 toneladas, y en lo relativo a su manga, de 38 m. También fue récord su carga: 74 000 ton de soja.
El 27 de marzo de 2019 se volvió a exportar semillas de girasol, mediante la operación de dos buques, el WILTON con 30.809 toneladas del cereal con destino a Turquía, y el SITC HENGSHAN, con 33 mil T hacia Francia. La última ocasión en exportar semillas de girasol desde Quequén había sido en 2013, acumulando 203.860 T. Entonces el principal destino fue Francia, quien recibió cuatro de los seis buques, luego otro buque a Portugal y el restante a Holanda.
Este recuperó de la actividad cerealera se une al proyecto de convertir al puerto Quequén en el más profundo de la Argentina, al firmarse en marzo de 2019 el acuerdo de financiación para la profundización del puerto, que llegará a los 50 pies de calado. El dragado permitirá la operatoria de los grandes cerealeros y garantizará mayor operatividad en el puerto al reducir aún más los días de inactividad por mal tiempo, que años atrás hacían de Quequén un "puerto sucio". También se planifica la construcción de una nueva red de incendios en la estación marítima para así cumplir con las normas de PBIP (Código internacional para la Protección de los Buques y de las Instalaciones Portuarias), requerimiento mundial para la llegada de nuevas embarcaciones de gran porte.

## Atractivos turísticos

### Escollera Sur
La Escollera Sur es la que cierra el Puerto por el lado de Necochea. Es posible recorrerla hasta casi su extremo, para observar las fuertes olas golpear contra el hormigón de la escollera, la desembocadura del Río Quequén Grande, la salida y entrada de buques en el puerto, y el panorama de las playas de Necochea hacia el sur. Debido a la mayor profundidad, causada por el dragado portuario y la penetración en el mar de la misma escollera, este sector es muy concurrido por los pescadores. 

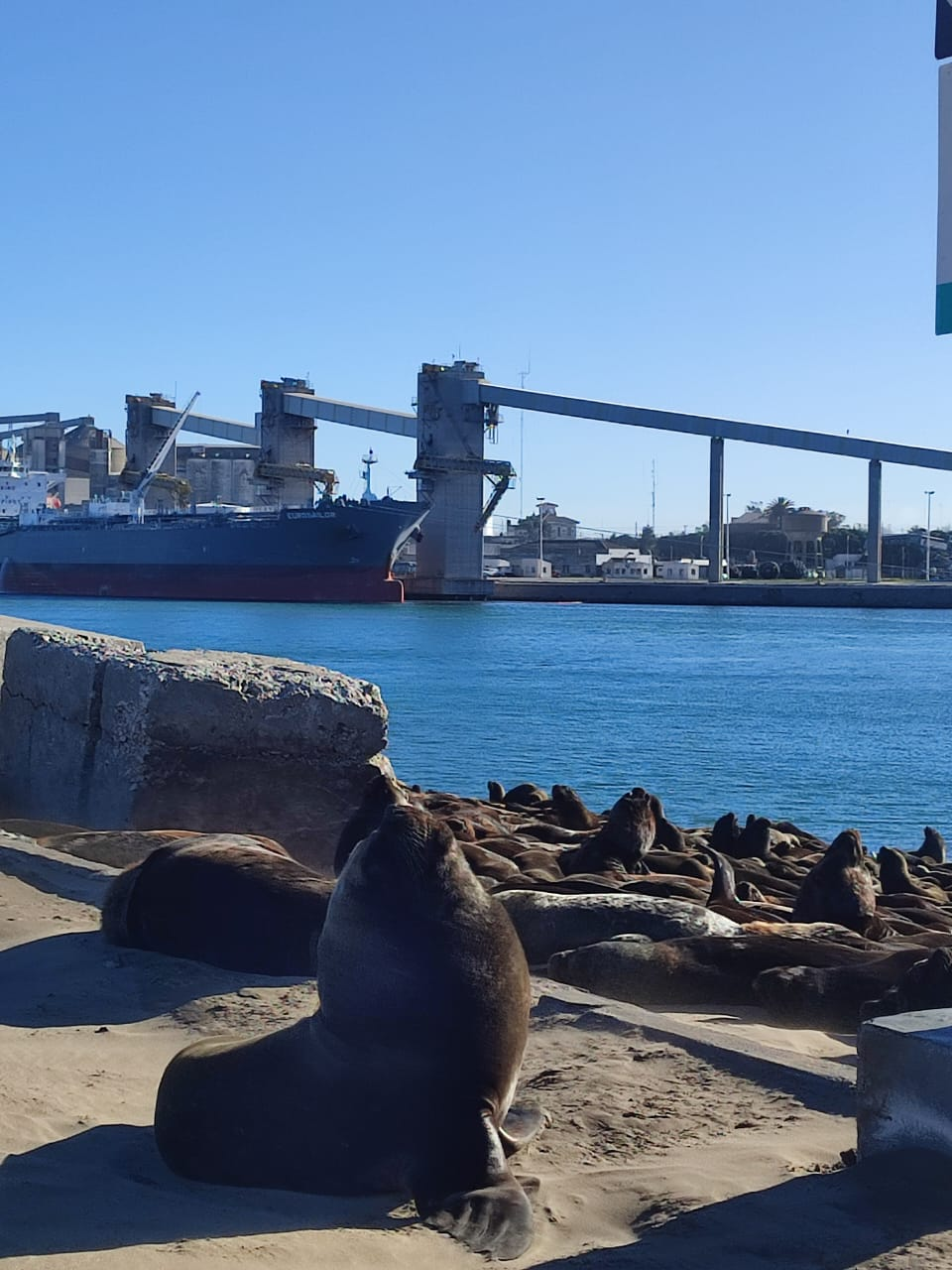
Lobos marinos

Esta escollera, mediante un empréstito otorgado por el Banco Mundial y el Banco Interamericano de Desarrollo, fue ampliada unos 300 m entre los años 2004 y 2007, lo que permitió la profundización del canal de acceso al puerto, siendo inaugurada por la presidenta de la Nación en febrero de 2008.
Siguiendo por la calle que bordea el río, saliendo de la escollera, se llega a la zona conocida como «el descanso de los lobos», donde se pueden apreciar gran cantidad de ejemplares de lobos marinos de un pelo. En la intersección de las calles 10 y 59 se encuentra «la banquina de los pescadores», lugar donde las lanchas de pesca descargan la mercadería fruto de las capturas mar adentro. Además, es posible observar una intensa actividad de barcos cargueros. En este sector, existen gran cantidad de restaurantes especializados en la preparación de platos a base de pescados y mariscos.

### Escollera Norte
La Escollera Norte es la que cierra el Puerto por el lado de Quequén. Es posible recorrerla hasta casi su extremo, para observar la desembocadura del Río Quequén Grande, la salida y entrada de buques en el puerto, y el panorama de las playas de Quequén hacia el Norte. Debido a la mayor profundidad, causada por el dragado portuario y la penetración en el mar de la misma escollera, este sector es muy concurrido por los pescadores. 